# Three Hearts for Julia
Three Hearts for Julia é um filme de comédia romântica estadunidense de 1943 dirigido por Richard Thorpe e estrelado por Ann Sothern e Melvyn Douglas. O filme foi distribuído pela Metro-Goldwyn-Mayer.

## Elenco
- Ann Sothern como Julia Seabrook
- Melvyn Douglas como Jeff Seabrook
- Lee Bowman como David Torrance
- Richard Ainley como Philip Barrows
- Felix Bressart como Anton Ottoway
- Marta Linden como May Elton
- Reginald Owen como John Girard
- Marietta Canty como Mattie